# 仙台西港駅
仙台西港駅（せんだいにしこうえき）は、宮城県仙台市宮城野区港2丁目にある仙台臨海鉄道仙台西港線の貨物駅である。

## 駅概要
コンテナ貨物の取扱駅である。麒麟麦酒仙台工場へ続く専用線が接続しており、コンテナによる東北地方へのビールの発送およびビール瓶の返却回送が行われている。なお、工場内にコンテナホームが設置されている。
かつては、ビールの輸送は有蓋車によって行われていたが、1989年6月より一部、1992年3月よりすべてコンテナに切り替えられた。駅の開業時は、東北地方だけでなく関東地方や北海道にも製品を発送していた。また、本牧操駅（現・横浜本牧駅）からホッパ車を使用した原料の麦芽輸送も行われていたが、1986年11月1日国鉄ダイヤ改正によって全廃された。

## 歴史
キリンビール仙台工場の移転と同時に開業した。移転前の工場は仙台市の中心部にあり、仙台駅に専用線が接続していた。

### 年表
- 1983年（昭和58年）4月1日：開業。同時に専用線も運輸開始。

## 利用状況
- 2003年度 - 発送 56,268トン、到着 25,293トン
- 2004年度 - 発送 51,611トン、到着 27,313トン

## 駅周辺
- みやぎ産業交流センター
- 麒麟麦酒仙台工場
- 日本通運仙台港倉庫
- 東洋製罐

## 隣の駅
仙台臨海鉄道
仙台西港線
仙台港駅 - 仙台西港駅